# Ниппольдт, Роберт
Роберт Ниппольдт (нем. Robert Nippoldt; 13 октября 1977, Краненбург, Северный Рейн — Вестфалия, ФРГ) — немецкий художник-иллюстратор, графический дизайнер и оформитель книг.
Роберт Ниппольдт изучал графику и иллюстрацию в Мюнстерском университете прикладных наук . Его дипломная книга была "Гангстеры. Боссы Чикаго" . После двух лет работы осенью 2007 года была опубликована его вторая книга « Джаз в Нью-Йорке бурных двадцатых» , которая была переведена на несколько языков и получила множество наград. В 2010 году « Голливуд 1930 -х годов» была опубликована его третья книга об Америке 1920-х и 1930-х годов. Его четвертая книга Es wird Nacht im Berlin der Roden Zwanziger была опубликована Taschen Verlag в 2017 году . К его книгам были созданы игры и ограниченные экраны.
Помимо работы над книгами, Роберт Ниппольдт рисовал иллюстрации для международных журналов и крупных клиентов, таких как The New Yorker, Le Monde, Die Zeit, Mercedes-Benz, Reader’s Digest, Taschen и Time. В этой сфере он работал совместно со своей сестрой Астрид Ниппольдт и женой Кристиной Ниппольдт под их собственной маркой Studio Nippoldt.
Посвященная Берлину книга сопровождается представлением Ein Rätselhafter Schimmer. Эта сценическая программа с живыми иллюстрациями и живой музыкой была создана в 2015–2018 гг. Робертом Ниппольдтом совместно с трио Trio Größenwahn. Программа была представлена более 50 раз, в том числе в театре Pantheon Theater в Бонне, павильоне Heimathafen Neukölln в Берлине и на круизных лайнерах AIDA.
Работы Роберта Ниппольдта демонстрировались на выставках в Германии, Швейцарии и Испании. Его студия находится на старом товарном складе в Мюнстере.

## Публикации

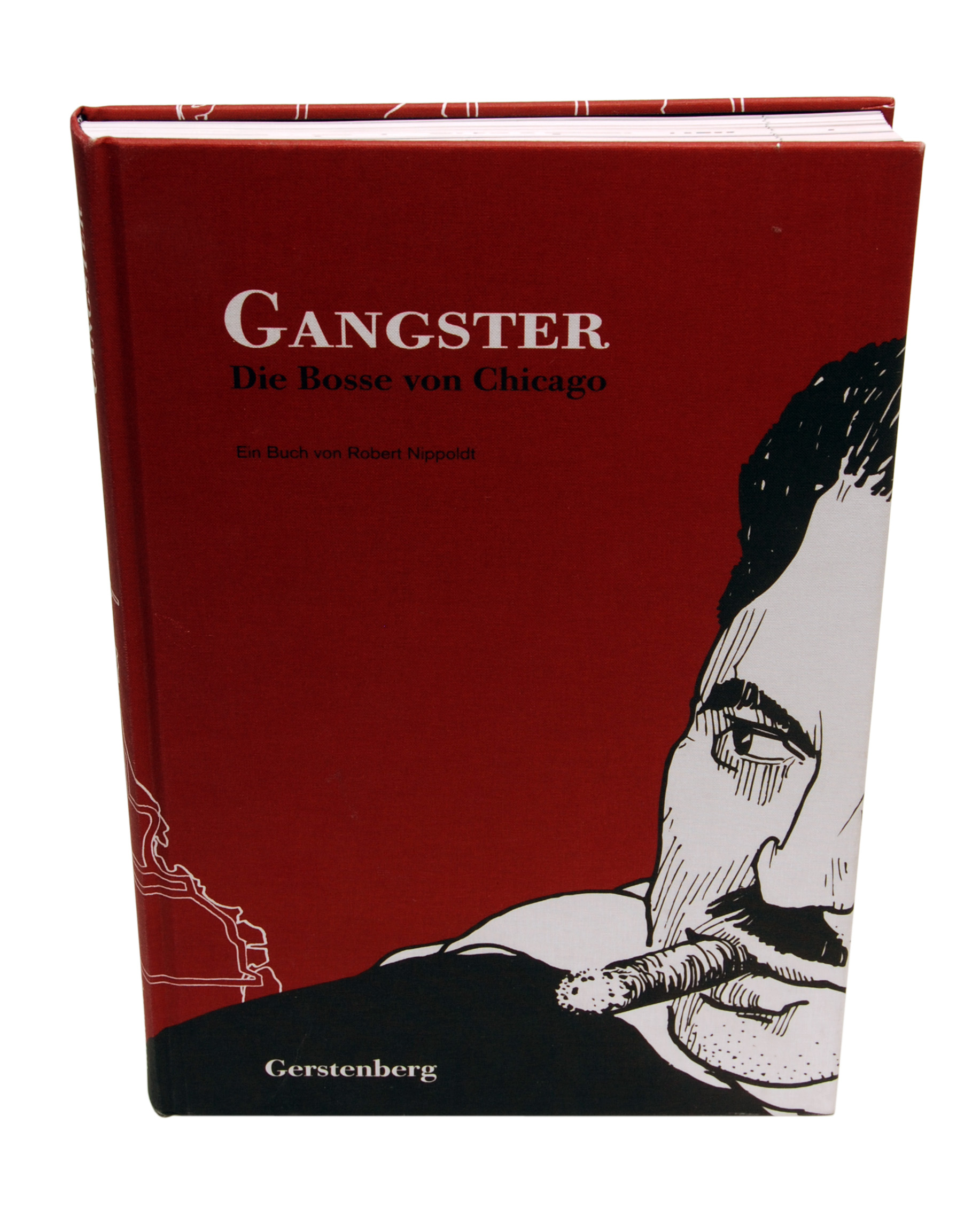
Gangster. Die Bosse von Chicago

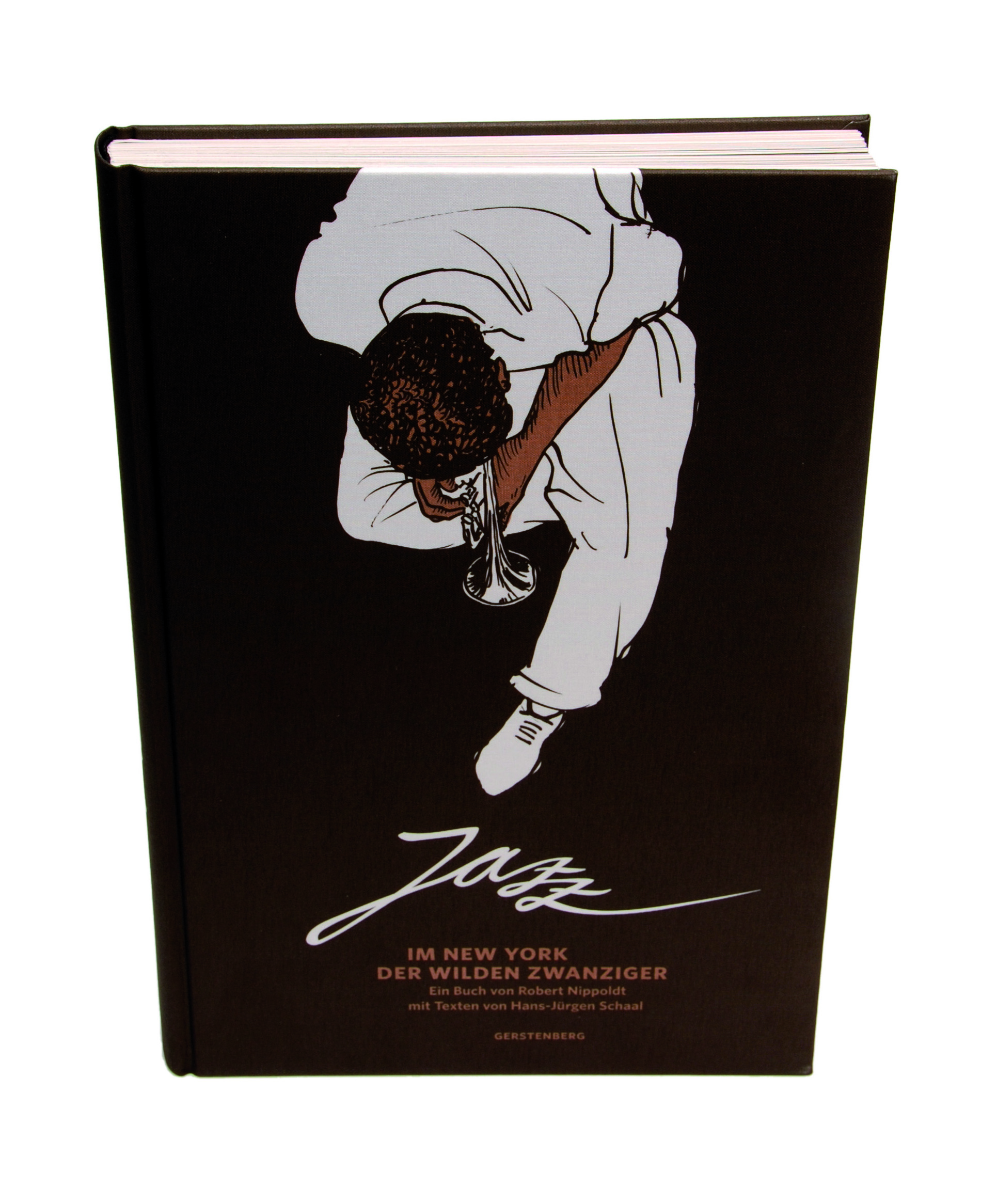
Jazz. New York in the Roaring Twenties

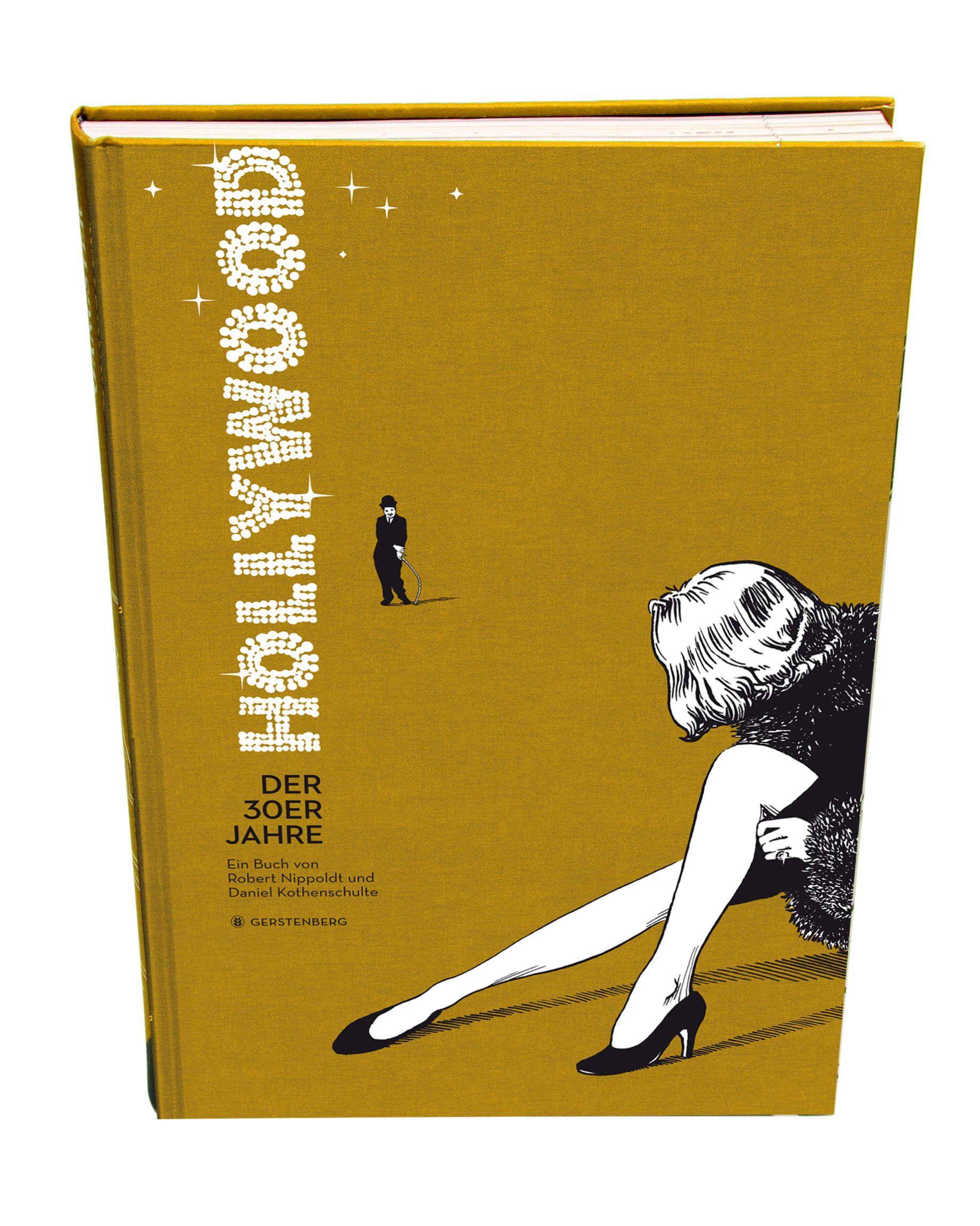
Hollywood in the Thirties

- Gangster. Die Bosse von Chicago, Gerstenberg Verlag, Hildesheim, 2005 г. ISBN 978-3-8067-2941-2[10]
- Jazz. New York in the Roaring Twenties с участием Ганса-Юргена Шааля (Hans-Jurgen Schaal) (текст), TASCHEN, 2013 г., ISBN 978-3836545013[11]
- Hollywood in the Thirties с участием Даниэла Кофеншульте (Daniel Kothenschulte) (концепция, текст) и Кристины Гоппель[нем.] (работа с цветом), TASCHEN, 2013 г., ISBN 978-3-8369-2628-7[12]
- The Great Transformation: Climate — Can we beat the Heat с участием Кристины Гоппель, Йорга Хартманна[нем.], Йорга Хюльсмана, Астрид Ниппольдт и Ирис Угурель, издатели А. Хаманн, С. Зеа-Шмидт и Райнхольд Ляйнфельдер, WBGU, Берлин 2014 г. ISBN 978-3936191417[13]
- Night Falls on the Berlin of the Roaring Twenties, TASCHEN, 2017 г. ISBN 978-3-8365-6320-8[14]

## Награды
- Премия ADC Award за книгу «Berlin», 2019 г., Нью йорк[15]

- Премия Indigo Award за книгу «Berlin», 2019 г, Амстердам[16]
- Премия iF Design Award за книгу «Berlin», 2019 г.,[17]
- Премия German Design Award за книгу «Berlin», 2019 г.,[18]
- Премия A' Design Award за книгу «Berlin», 2019 г., Италия[19]
- Премия Econ Megaphon Award, Shortlist, за книгу «Berlin», 2019 г., Берлин[20]
- Премия International Design Award за книгу «Berlin», 2018 г, Лос-Анджелес[21]
- Лучшая книжная премия за книгу  «Berlin», 2018 г.,[22]
- Премия red dot design за книгу «Berlin», 2018 г., Эссен
- Премия Berliner Type Award за книгу «Berlin», 2018 г., Берлин[23]
- Премия ADC Award за книгу «Berlin», 2018 г., Берлин[15]
- Премия Джозефа Биндера за книгу «Berlin», 2018 г., Вена[24]
- Международная премия творческих СМИ за "Берлин"., 2018 г., Meerbusch[25]
- Премия German Design Award за книгу «Jazz», 2016 г., Франкфурт[26]
- Премия Best American Infographic (Лучшая американская инфографика) за «Facemap» в книге «Hollywood», 2015 г., Нью-Йорк
- Международная книжная премия за книгу «Jazz», 2014 г., Лос-Анджелес[27]
- Премия Good Design Award за дизайн книги «Jazz», 2014 г., Чикаго[28]
- Премия Джозефа Биндера за книгу «Jazz», 2014 г., Вена
- Премия A' Design Award за дизайн книги «Jazz», 2014 г., г.  Комо[29]
- Премия D&AD за книгу «Jazz», 2014 г., Лондон[30]
- Премия Best American Infographic (Лучшая американская инфографика) за «The Recording Sessions — Sociogram» в книге «Jazz», 2014 г., Нью-Йорк
- Премия международного конкурса International Design Award за книгу «Jazz», 2013 г., Лос-Анджелес[31]
- Премия клуба немецких дизайнеров за книгу «Hollywood», 2011 г., Франкфурт
- Премия red dot design за книгу «Hollywood», 2011 г., Эссен[32]
- Книга-сценарий года, Ханс Хельмут Принцлер (Hans Helmut Prinzler) за книгу «Hollywood», 2010 г., Берлин
- Премия European Design Award за макет книги «Jazz», 2008 г., Стокгольм[33]
- Stiftung Buchkunst: «Самая красивая книга на немецком 2007» за книгу «Jazz», 2007 г, Франкфурт
- Illustrative: «Одна из самых прекрасных книг в Европе» за книгу «Jazz», 2007 г., Берлин
- Премия red dot design за книгу «Gangster», 2006 г., Эссен